# Messier 68
Messier 68 (còn gọi là M68 hay NGC 4590) là cụm sao cầu trong chòm sao Trường Xà. Charles Messier phát hiện ra nó vào năm 1780. M68 cách Trái Đất khoảng 33.000 năm ánh sáng.